# Пол ди Пјовецано (Верона)
Пол ди Пјовецано је насеље у Италији у округу Верона, региону Венето.
Према процени из 2011. у насељу је живело 51 становника. Насеље се налази на надморској висини од 99 м.